# Касако
Каса̀ко (на италиански: Cassacco; на фриулски: Cjassà, Часа) е малко градче и община в Северна Италия, провинция Удине, автономен регион Фриули-Венеция Джулия. Разположено е на 179 m надморска височина. Населението на общината е 2926 души (към 2010 г.).